# Рожково (Рязанская область)
Рожко́во — село в Сасовском районе Рязанской области России. Входит в состав Демушкинского сельского поселения.

## Географическое положение
Находится в 23 километрах к северо-востоку от райцентра Сасово, в 21 километре к север-востоку от железнодорожной платформы 383 км, в километре от реки Мокша, на левом крутом её берегу. В деревне 3 улицы: Весенняя, Зелёная, Первомайская.
Ближайшие населённые пункты:

— деревня Липовка в 4 км к северо-востоку, на противоположном берегу реки Мокши;

— деревня Ласицы в 1,5 км к юго-востоку по асфальтированной дороге;

— село Демушкино в 500 м к западу по асфальтированной дороге.

## Природа
Климат умеренно континентальный. Высота над уровнем моря 104—124 м.

## Население
| 1984 | 1989 | 2002 | 2010 |
| ---- | ---- | ---- | ---- |
| 280  | ↘215 | ↘118 | ↘103 |